# ورزشگاه دانش آموزان جمسیل
ورزشگاه دانش آموزان جمسیل یک سالن ورزشی سرپوشیده است که در شهر سئول، کره جنوبی واقع شده‌است. ظرفیت این ورزشگاه ۷۵۰۰ نفر است و هدف از ساخت آن میزبانی مسابقات بوکس در بازی‌های آسیایی ۱۹۸۶ و ۲ سال بعد همان ورزش در بازی‌های المپیک تابستانی ۱۹۸۸ و مسابقات بسکتبال با ویلچر در پارالمپیک تابستانی ۱۹۸۸ بوده‌است. این سالن از تاریخ نوامبر ۱۹۷۲ تا دسامبر ۱۹۷۶ ساخته شد.

## مناسبت‌ها
مسابقات کشتی جام بزرگ کره در تاریخ ۲۷ آوریل ۲۰۱۴ در این مکان برگزار می‌شد. علاوه بر المپیک، میزبان مسابقات بوکس در بازی‌های آسیایی ۱۹۸۶ بود و ورزشگاه خانگی شوالیه‌های سئول SK لیگ بسکتبال کره است.